# 姫路科学館
姫路科学館（ひめじかがくかん）は兵庫県姫路市にある「地球・郷土の自然・科学・宇宙」の4つをテーマにした姫路市立の総合科学館。愛称は「アトムの館」。
前身は手柄山中央公園（現・手柄山平和公園）内にあった1965年開館の「姫路市立科学館」で、これを移転させる形で1993年4月に開館した。

## 施設概要
姫路市北西部の「桜山エリア」に位置し、近隣には兵庫県の所管する大型児童館（A型児童館）「兵庫県立こどもの館」、天体観測施設をもつ科学系児童館（B型児童館）「星の子館」、姫路市自然観察の森などがある。桜山エリアの各施設はプログラム等を共同で行うなど協力関係にある。
兵庫県博物館協会加盟館。全国科学博物館協議会加盟館。博物館法に基づく兵庫県教育委員会指定施設（博物館に相当する施設）である。指定管理者制度を導入しておらず、姫路市教育委員会の直営である。
- 常設展示室1～3
- 特別展示室
- 講義室
- プラネタリウム（300席） - 2013年3月16日改装。直径27ｍ、世界第5位、国内4位のドームスクリーン型[8][9][10]。
- ミュージアムショップ
- 喫茶室
- 会議室
- 実験室
- 工作室

## 入館料
- 常設展示室:一般600円、小中高校生:210円（当日再入場可）[11]
- プラネタリウム:一般600円、小中高校生:210円（投影1回ごと）
  - いずれも幼児（小学校入学前）は入場無料

どんぐりカード、姫路市高齢者福祉優待カードの対象施設になっている。対象者はカードを提示すれば常設展示室の入場が無料となる。一方、ひょうごっ子ココロンカードは適用対象外である。

## 交通アクセス
神姫バス「星の子館前」下車すぐ。